# 国田昌子
国田 昌子（くにた まさこ、1947年 - ）は、日本の書籍編集者、プロデューサー。

## 略歴・人物
1947年（昭和22年）長野県松本市生まれ。
1965年（昭和40年） 長野県松本県ヶ丘高等学校卒業
。
1969年（昭和44年） 成蹊大学文学部卒業
、
徳間書店に入社。
徳間書店編集課長。三浦しをん、森村誠一などの編集を担当する。
日本ペンクラブ委員。
1975年（昭和50年）国田が28歳の時、同い歳の映画監督手塚正己がはじめて撮った自主製作映画『Ｍ子』の主演を務めた
。
また、三浦しをん氏の原作『神去なあなあ日常』を映画化した『WOOD JOB! 〜神去なあなあ日常』（2014年5月10日公開、配給：東宝、監督：矢口史靖、主演：染谷将太、長澤まさみ、伊藤英明）のDVDでは、
三浦しをん（原作）×細谷まどか（プロデューサー）×国田昌子（徳間書店編集担当）による、“女子会オーディオコメンタリ―”が収録されている
。

## 主な編集書籍
- 『神去なあなあ夜話』三浦しをん著（徳間書店刊 編集）2016/6/3
- 『神去なあなあ日常』三浦しをん著（徳間書店刊 編集）2009/5
- 『グリーン・グリーン』あさのあつこ著（徳間書店刊 編集）2014/8/8
- 『汐のなごり』北重人著（徳間書店刊 編集）2008/11
- 『忠臣蔵（上）』森村誠一著（徳間書店刊 編集）2007/11/2
- 『忠臣蔵（下）』森村誠一著（徳間書店刊 編集）2007/11/2

ほか